# Экономика Кении
Кения — аграрная страна.

## Сельское хозяйство
В сельском хозяйстве занято три четверти населения (2007), оно даёт около 30 % ВВП (2015). Большая часть территории страны непригодна для сельского хозяйства. Главными потребительскими культурами являются кукуруза (2,2 млн т), картофель (1 млн т), бананы (510 тыс. т). Такие культуры, как чай (215 тыс. т, 4 место в мире), кофе, пшеница и хлопок, идут на экспорт. Доходы от экспорта чая и кофе нестабильны в связи с частыми засухами, неурожаями и падениями цен на них на мировом рынке. Другими культурами, выращиваемыми в стране, являются рис, томаты (260 тыс. т), ананасы и д.р.
Пшеница — вторая по значению зерновая культура Кении, рыночное производство которой в 1968 году оценивалось в 6,8 млн фунтов стерлингов. В связи со значительным увеличением площадей под пшеницей (со 100 тыс. га в 1960 году до 167 тыс. в 1968 году) Кения стала полностью удовлетворять свои внутренние потребности и начала вывозить пшеницу в другие страны Восточной Африки. По подсчетам плановых организаций Кении, выполненных в середине XX века под эту культуру в стране может быть отведено ещё 500 тыс. га (в округах Лайкипиа, Каджиадо, Нарок), а производство доведено до 900 тыс. тонн. Кения является нетто-импортёром пшеницы и выращивает менее 500 тыс. т пшеницы (2017), что в два раза меньше годового потребления. Из-за высоких затрат, в частности на средства защиты растений от сорняков и ржавчины, и низких цен фермеры сокращают площади под пшеницу в пользу кукурузы.

## Промышленность
Доля горнодобывающей промышленности в ВВП невелика. Добывается сода, поваренная соль и золото.
Развитие обрабатывающей промышленности здесь началось ещё при колониальном режиме — раньше, чем в других странах. Главными отраслями обрабатывающей промышленности являются лёгкая, пищевая, текстильная, химическая, сборка автомобилей. Главные промышленные центры страны — Найроби и Момбаса. В Кении имеется автомобильная промышленность предоставленная компанией Mobius Motors, которая занимается производством SUV.

## Энергетика
В соответствии с данными UNSD и EES EAEC энергетика Кении на конец 2019 года характеризуется следующими показателями. Производство органического топлива — 27 230 тыс. тут. Общая поставка — 35 297 тыс. тут. На преобразование на электростанциях и отопительных установках израсходовано 1034 тыс. тут или 2,9 % от общей поставки. Установленная мощность — нетто электростанций — 3155 МВт, в том числе: тепловые электростанции, сжигающие органическое топливо (ТЭС) — 35,3 %, возобновляемые источники энергии (ВИЭ) — 64,7 %. Производство электроэнергии-брутто — 11 621 млн. кВт∙час, в том числе: ТЭС — 13,1 %, ВИЭ — 86,9 %. Конечное потребление электроэнергии — 8854 млн. кВт∙ч, из которого: промышленность — 50,2 %, бытовые потребители — 34,3 %, коммерческий сектор и предприятия общего пользования — 15,5 %. Показатели энергетической эффективности за 2019 год: душевое потребление валового внутреннего продукта по паритету покупательной способности (в номинальных ценах) — 5126 долларов, душевое (валовое) потребление электроэнергии — 186 кВт∙час, душевое потребление электроэнергии населением — 64 кВт∙час. Число часов использования установленной мощности-нетто электростанций — 3656 часов.

## Транспорт

### Аэропорты
- всего — 197 (2013)[2], в том числе:
  - с твёрдым покрытием — 16
  - без твёрдого покрытия — 181

### Автомобильные дороги
- всего — 160,87 тыс. км (2013)[2], в том числе:
  - с твёрдым покрытием — 11,18 тыс. км
  - без твёрдого покрытия — 149,68 тыс. км

Через всю Кению проходит два трансафриканских автомобильных маршрута, пересекающихся между собой в столице страны Найроби:
- с севера на юг  шоссе Каир-Кейптаун
- с запада на восток  Шоссе Лагос-Момбаса

### Железные дороги
- всего — 3334 км (2014)[2]

### Водный транспорт
- всего — 1 судно (более 1000 грт) водоизмещением 3,737 грт/ 5,558 дедвейт

## Туризм
Развит туризм. Он обеспечивает значительную часть валютных поступлений страны. Туристов привлекает климат, животный мир и песчаные пляжи. После теракта в посольстве США в августе 1998 года и в отеле «Paradise Hotel» в Момбасе в ноябре 2002 года число туристов уменьшилось.

## Торговля
- Экспорт: $5,679 млрд (2015)[2]
- Статьи экспорта: чай, кофе, нефтепродукты, рыба, цемент
- Партнёры по экспорту: Уганда 11,8 %, США 7,7 %, Нидерланды 7,5 %, Танзания 7,4 %, Замбия 5,7 %, Великобритания 5,6 %, Египет 4,4 %, Пакистан 4,3 %, ОАЭ 4,1 % (2014)
- Импорт: $16,2 млрд (2015)[2]
- Статьи импорта: машины и оборудование, топливо, моторы, сталь, резина и пластик
- Партнёры по импорту: Китай 23,4 %, Индия 21,3 %, США 7,6 %, ОАЭ 6 %, Япония 4,5 % (2014)

Развитием экспорта занимается особый государственный орган.